# Phlugiola dahlemica
Phlugiola dahlemica är en insektsart som beskrevs av Eichler 1938. Phlugiola dahlemica ingår i släktet Phlugiola och familjen vårtbitare. Inga underarter finns listade i Catalogue of Life.